# HMS Tartar (1756)
HMS Tartar (1756) — 28-пушечный фрегат 6 ранга Королевского флота. Заказан 12 июня 1755 года. Спущен на воду в 3 апреля 1756 года на частной верфи Randall в Ротерхайт. Строился по чертежам HMS Lyme с некоторыми изменениями. (Тот, в свою очередь, был измененной копией трофейного французского Tygre.) Четвертый корабль, названный в честь мифологического Тартара.

## Семилетняя война
Вступил в строй в марте 1756 года, капитан Джон Локхарт (англ. John Lochart), командовал до 1758 года.
1756 — крейсировал в Канале, заработал репутацию хорошего ходока; 12 августа взял приватир Le Cerf (22); 23 октября приватир Le Grand Gideon (26).
1757 — 18 февраля взял ла-рошельский приватир Le Mont Ozier (20 9-фунтовых пушек). Его команда, уже после того как спустила флаг, снова взялась за оружие в попытке взять Tartar на абордаж. 36 были убиты и почти столько же ранены. В этом бою капитан Локхарт был ранен; в марте (временный капитан Томас Бальи, англ. Thomas Baillie, бывший первый лейтенант) взял St. Maria, новый приватир только что со стапеля, 24 пушки и 240 человек; приз был взят в Королевский флот как HMS Tartar Prize, Бальи был назначен им командовать.
27 марта Tartar взял приватир из Гавра La Victiore (24); вооруженный 4 × 9-фн и 24 × 6-фн пушками. Это был второй HMS Tartar Prize, снова отданный в командование Томасу Бальи; он разбился 2 марта 1760 в Средиземном море.
16 апреля возле Данноз попался приватир из Сен-Мало Le Duc d'Aiguillon (26). Командовал HMS Tartar вернувшийся после двухмесячного отсутствия Локхарт. На этот раз противник сдался после более чем часового боя, имея 50 убитых и раненых. Tartar потерял 4 убитыми при 1 раненом. 18 мая — La Penelope (18), 29 октября — La Comtesse de Gramont (18), 2 ноября — байоннская La Melpomène. 
1758 — капитан Джон Найт (англ. John Knight, командовал до 1762); июнь-сентябрь, действовал при Сен-Мало, Шербуре и Сен-Каст. Локхарт перешел с повышением на HMS Chatham (50).
1759 — с эскадрой Бретта в Даунс.
1760 — в крейсерстве; после того как экспедиция Тюро́ (фр. Thurot) просочилась сквозь блокаду Дюнкерка и ушла в неизвестном направлении, Бретт получил приказ вернуться в Ярмут.
1761 — сентябрь, служил в качестве королевского эскорта; 6 сентября с эскадрой лорда Ансона сопровождал принцессу Шарлотту в Харвич.
1762 — летом с флотом адмирала Эдварда Хока; взял приватиры из Сен-Мало, Le Cerbère (12) и L'Auguste (10); август (?), капитан Генри Сент-Джон (англ. Henry St John); осень, с флотом Харди.
1763 — апрель, выведен в резерв и рассчитан; 6 мая обследован; с августа ремонт и обшивка медью в Дептфорде; ноябрь, введен в строй, капитан сэр Джон Линдсей (англ. John Lindsay).

## Межвоенные годы
1764 — ремонт по февраль; 29 марта покинул Спитхед, пошел на Ямайку; испытывал «хранитель времени» Джона Харрисона для определений географической долготы; прибыл на Мадейру, в соответствии с предсказанием Харрисона, 19 апреля; Барбадос открылся 13 мая; когда Харрисон, уже на торговом судне, вернулся в Англию 18 июля, его хронометр отставал всего на 15 секунд.
1766 — июнь, выведен в резерв.
1769 — 28 декабря обследован; с ноября большой ремонт и оснащение в Дептфорде по ноябрь следующего года.
1770 — октябрь, введен в строй во время Фолклендского кризиса, капитан Бонновьер Гловер (англ. Bonnovier Glover).
1771 — январь, капитан Эдвард Медоуз (англ. Edward Medows); 18 июля ушел в Северную Америку.

## Американская революционная война
1775 — вернулся в Англию.

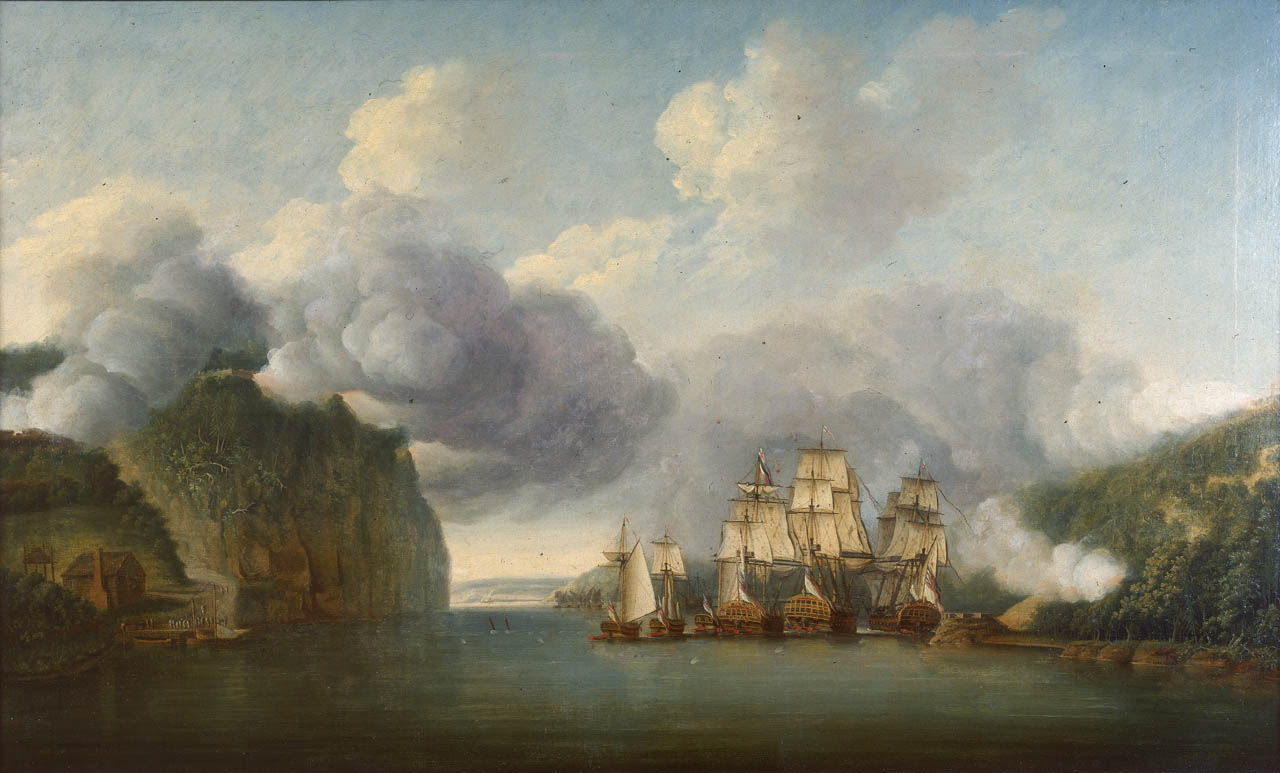
Форсирование узкости на Гудзоне, 9 октября 1776

1776 — февраль-апрель, ремонт в Портсмуте; капитан Оммани (англ. Cornthwaite Ommanney). 8 мая вышел в Северную Америку; 9 октября участвовал в атаке на американские позиции на реке Гудзон (загнал на берег две галеры). Меньше известно другое последствие этого боя — британцы потопили 

...шлюп, имевший на борту машину, изобретенную и управляемую мистером Бушнеллом, для взрывания британских кораблей
Оригинальный текст (англ.)a sloop, which had on board a machine, invented by, and under the direction of, a Mr Bushnell, intended to blow up British ships

то есть его впоследствии знаменитую Turtle.
1778 — октябрь, выведен в резерв.
1779 — май-октябрь, ремонт и обшивка медью в Портсмуте; повторно введен в строй в июле, капитан Александр Грэм (англ. Alexander Graeme); 31 октября ушел на мыс Доброй Надежды с эскадрой коммодора Джонстона; 11 ноября у Лиссабона взял испанский фрегат Santa Margarita (28).
1780 — 2 сентября взял испанский приватир Infanta Carlotta. 
1781 — капитан Роберт Саттон (англ. Robert Sutton); 5 августа был при Доггер-Банке; 12 декабря в бою Кемпенфельта.
1782 — капитан Уильям Джордж Фэрфакс (англ. Wm George Fairfax); 14 апреля ушел на Ямайку; 21 июля, с эскадрой Пигота, в Северную Америку; 7 августа загнал на берег американский приватир Count de Grasse; участвовал в блокаде Кап-Франсуа.
1783 — ноябрь, выведен в резерв.

## Французские революционные войны
С августа 1790 по декабрь 1792 года капитальный ремонт на частной верфи Николсона в Чатеме. Затем по апрель 1793 года оснащение на королевской верфи там же.
1793 — январь, вступил в строй, капитан Абрахам Гайот (англ. Abraham Guyot); май, капитан Томас Фримантл (англ. Thomas Fremantle); 22 мая ушел в Средиземное море; 27 мая совместно с HMS Mermaid взял французский корсар Le Général Washington; октябрь, капитан Чарльз Эльфинстон Флеминг (англ. Charles Elphinstone Fleeming).
1796 — октябрь-декабрь, ремонт в Дептфорде.
1797 — 8 февраля ушел на Ямайку; март, совместно с куттером HMS Sparrow взял в Пуэрто Плата (Сан-Доминго) 6-пушечные приватиры Le Résolu и La Revanche. 
1 апреля получил пробоину и сожжен там же.